# 13 maart
13 maart is de 72ste dag van het jaar (73ste dag in een schrikkeljaar) in de gregoriaanse kalender. Hierna volgen nog 293 dagen tot het einde van het jaar.

## Gebeurtenissen
- Algemeen
  - 222 - Julia Avita Mamaea, moeder van keizer Severus Alexander wordt regentes over haar 13-jarige zoon en krijgt van de Senaat de titel Augusta.
  - 1966 - In Angola richten Jonas Savimbi en Antonio da Costa Fernandes de verzetsbeweging UNITA op.
  - 1992 - Een aardbeving in Oost-Turkije kost meer dan 500 mensen het leven.
  - 1996 - In Dunblane, Schotland gaat een gewapende man een school binnen, en doodt zestien kinderen, een lerares en zichzelf.
  - 2006 - Introductie van de theepad.
  - 2012 - In een tunnel op de A9 in het Zwitserse Sierre verongelukt een Belgische bus met schoolkinderen die op de terugweg waren van sneeuwklassen. Er vallen 24 gewonden en 28 doden, waarvan 22 kinderen.
  - 2016 - Bij een zelfmoordaanslag in de Turkse hoofdstad Ankara komen 34 mensen om.[1] Daarnaast liggen er 125 gewonden in tien verschillende ziekenhuizen. De dader blaast zichzelf in zijn auto op. Dit is de derde bomaanslag in Ankara in vijf maanden.
  - 2017 - Piraten kapen in de Golf van Aden voor de noordkust van Somalië een olietanker met acht Sri Lankaanse zeelieden aan boord: de eerste kaping van een buitenlands koopvaardijschip in Somalische wateren sinds 2012.
  - 2020 - België gaat in totale lockdown omdat de cijfers van het coronavirus blijven stijgen. Restaurants en scholen sluiten voor onbepaalde tijd de deuren.
  - 2024 - Een aardbeving met een kracht van 6,0 op de schaal van Richter treft New Britain (Papoea Nieuw Guinea). Het epicentrum van de beving ligt op ongeveer 65 km afstand van de stad Kokopo. Volgens de Amerikaanse geologische dienst USGS is de kans op slachtoffers en schade klein.[2]
  - 2024 - De Afghaanse overheid maakt bekend dat hevige regen en sneeuw die het land treffen sinds 20 februari 2023 het leven hebben gekost aan 60 mensen en dat 23 anderen gewond zijn geraakt. Verder zijn er ruim 1600 woningen beschadigd geraakt en hebben ongeveer 178000 dieren het slechte weer niet overleeft. Met name de provincie Herat is zwaar getroffen door overstromingen.[3]
  - 2024 - Een aardverschuiving in Sherman Oaks, Californië (Verenigde Staten) veroorzaakt ernstige schade aan enkele woningen. Volgens de lokale brandweer zijn er geen mensen gewond geraakt, wel zijn er uit voorzorg mensen in veiligheid gebracht.[4][5]

- Infrastructuur
  - 2014 - In Rotterdam wordt na een jarenlange verbouwing het vernieuwde Station Rotterdam Centraal geopend door koning Willem-Alexander.

- Kunst en cultuur
  - 2023 - De film Everything Everywhere All at Once wint 7 Oscars, waaronder die voor Beste Film. Actrice Michelle Yeoh is de eerste Aziatische vrouw die de prijs in ontvangst mag nemen.[6][7]

- Media
  - 2024 - HUMAN zendt op NPO 2 de eerste aflevering van het televisieprogramma Staal uit. De documentairereeks volgt bewoners van IJmond en werknemers van staalproducent Tata Steel die zich om verschillende redenen zorgen maken.[8][9]
  - 2024 - NTR zendt op NPO 2 de eerste aflevering van het eerste seizoen van het televisieprogramma Villa Ramadan uit. De presentatie van het religieuze programma waarin de gasten delen hoe ze de vastenmaand beleven na een keerpunt in hun leven is in handen van Karim Amghar.[10][11]

- Oorlog
  - 1567 - Slag bij Oosterweel: De Spanjaarden verslaan een geuzenleger nabij Antwerpen.
  - 1697 - Tayasal, het laatste vorstendom van de Itzá - Maya, wordt door de Spanjaarden veroverd.
  - 1884 - Begin van het Beleg van Khartoum.
  - 1900 - In de Tweede Boerenoorlog veroveren de Britten Bloemfontein.
  - 1938 - De nieuwe Oostenrijkse kanselier Arthur Seyss-Inquart proclameert de anschluss van Oostenrijk bij nazi-Duitsland waarna het de oostprovincie (Ostmark) van het Derde Rijk wordt genoemd.
  - 1940 - De Sovjet-Unie en Finland besluiten tot een staakt-het-vuren en beëindigen daarmee de Winteroorlog.
  - 1941 - Vijftien leden van het Geuzenverzet en drie communistische Februaristakers worden op de Waalsdorpervlakte door de nazi's geëxecuteerd.
  - 1942 - Het dragen van een Jodenster wordt verplicht voor de joden in Nederland, België en Frankrijk.
  - 1945 - Koningin Wilhelmina keert terug in Nederland.
  - 1954 - Begin van de Slag bij Điện Biên Phủ, die leidt tot de onafhankelijkheid van Indochina.

- Politiek
  - 1887 - Aleksandr Oeljanov, de broer van Lenin pleegt een moordaanslag op tsaar Alexander III. In totaal 74 mensen worden hierbij opgepakt. De meesten worden vrijgelaten maar Aleksandr wordt terechtgesteld op 20 mei 1887 in Sjlisselburg.
  - 1921 - Mongolië verklaart zichzelf onafhankelijk van China.
  - 1978 - Drie Zuid-Molukkers gijzelen 71 mensen in het provinciehuis in Assen; ze schieten één gijzelaar dood. Later overlijdt er nog een gijzelaar aan de bij de bevrijding opgelopen schotwonden.
  - 1979 - Het Europees Monetair Stelsel (EMS) treedt in werking.
  - 1990 - Ertha Pascal-Trouillot (43) wordt de eerste vrouwelijke president van Haïti. Zij is juriste en was ook de eerste vrouwelijke rechter van haar land.
  - 1990 - George H.W. Bush, president van de Verenigde Staten, maakt een einde aan het vijf jaar oude handelsembargo tegen Nicaragua.
  - 1990 - In de Sovjet-Unie verwijdert het parlement artikel 6 uit de grondwet en kent het ruime bevoegdheden toe aan de president. De Communistische Partij verliest zo haar machtsmonopolie.
  - 2003 - Alle schepenen van Antwerpen en burgemeester Leona Detiège nemen ontslag nadat bleek dat meerdere schepenen met een VISA-kaart van de stad persoonlijke aankopen hadden gedaan.
  - 2008 - De Verenigde Naties nemen unaniem Resolutie 1804 aan waarin alle landen worden opgeroepen te voorkomen dat de gewapende groepen uit Rwanda die terreur zaaiden in het oosten van Congo steun krijgen.
  - 2013 - Premier Bojko Borisov van Bulgarije wordt opgevolgd door Marin Raykov.

- Religie
  - 483 - Felix III wordt paus.
  - 1918 - Verheffing van de Apostolische prefectuur Nederlands-Borneo in Nederlands-Indië tot Apostolisch vicariaat Nederlands-Borneo.
  - 2013 - De Argentijnse kardinaal Jorge Mario Bergoglio, aartsbisschop van Buenos Aires, is tijdens het conclaaf tot nieuwe paus verkozen. Hij kiest de naam paus Franciscus.

- Sport
  - 1932 - Nederland speelt zijn eerste officiële rugbyinterland. In Amsterdam wordt met 6-6 gelijkgespeeld tegen België.
  - 1975 - IJsselmeervogels kwalificeert zich als amateurclub in de halve finale van de KNVB Beker.
  - 1982 - Vladimir Salnikov scherpt in Moskou zijn eigen wereldrecord op de 1500 meter vrije slag aan tot 14.56,35. Het oude record (14.58,27) stond sinds 22 juli 1980 op naam van de Russische zwemmer.
  - 2022 - De Nederlander Niels de Langen haalt zilver op de Paralympische Winterspelen in Peking (China) bij de slalom. De Noor Jesper Pedersen is sneller dan de Langen.[12]
  - 2024 - PSV wordt uitgeschakeld door Borussia Dortmund met 2-0. Ze behalen net niet de beste 8 in de Champions League.

- Wetenschap en technologie
  - 1781 - Astronoom William Herschel ontdekt de planeet Uranus.[13]
  - 1902 - Voor het eerst wordt een weg met asfalt bestreken, in Monte Carlo. Uitvinder van dat asfalt is de Zwitserse dokter Ernest Guglielminetti.
  - 1925 - In Tennessee verbiedt een wet het leren van evolutie op school.
  - 1930 - De Amerikaans astronoom Clyde Tombaugh maakt melding van de ontdekking van de planeet Pluto.
  - 1969 - Apollo 9 keert terug naar aarde.
  - 1980 - Oprichting van het Instituut ter Bevordering van de Surinamistiek.
  - 1986 - Sojoez T-15 wordt gelanceerd. Haar bemanning is de eerste die Mir in de ruimte bezoekt.
  - 1994 - Versie 1.0 van de Linuxkernel, de kern van het Linux besturingssysteem, komt uit.[14]
  - 2023 - Lancering van een Proton-M/Briz-M van VKS RF vanaf Bajkonoer Kosmodroom platform 200/39 van de Luch-5X (Olymp-K 2) missie, een satelliet gebouwd voor het Russische Ministerie van Defensie en het FSB. Er zijn geen officiële mededelingen over het doel van de missie gedaan.[15]
  - 2023 - Lancering met een Lange Mars 2C raket van China Aerospace Science Corporation (CASC) vanaf lanceerbasis Jiuquan SLS-2 van de Horus 2 missie met een observatiesatelliet van de Egyptische ruimtevaartorganisatie.[16]
  - 2024 - Lancering van een KAIROS raket van Space One vanaf Space Port Kii (Japan) voor de Maiden Flight missie met een prototype spionagesatelliet voor de Japanse overheid. Het is de eerste vlucht van dit nieuwe type draagraket. Kort na het loskomen van het lanceerplatform treedt het autonome vluchtbeëindigingssysteem in werking en ontploft de raket.[17]
  - 2024 - Lancering met een Lange Mars 2C raket van China Aerospace Science Corporation (CASC) vanaf lanceerbasis Xichang LC-3 van de DRO-A/B missie met de twee gelijknamige testsatellieten voor navigatie en communicatie. Door een probleem met de bovenste rakettrap komen de twee satellieten niet in de beoogde baan (Distant Retrograde Orbit (DRO); verre retrograde baan) rond de Maan.[18]
  - 2024 - De nieuw ontdekte planetoïde 2024 EJ4 passeert de Aarde op een afstand van ongeveer 26000 km. Het 3-6 m grote object dat tot de Apollo groep behoort is kort voor de passage ontdekt en is de 19e planetoïde dit jaar die binnen 1 maanafstand de Aarde passeert.[19]
  - 2024 - Boven Nieuw-Zeeland wordt een zeer heldere bolide waargenomen vanuit de regio's Otago en Canterbury. Uit analyses van een lokale meteoren werkgroep blijkt dat ongeveer 500 gram materiaal van het object als meteorieten het aardoppervlak moet hebben bereikt. De werkgroep gaat een zoektocht ondernemen.[20][21] Zie ook 21 maart.

## Geboren

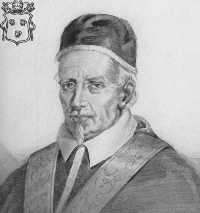
Paus Innocentius XII
geboren in 1615

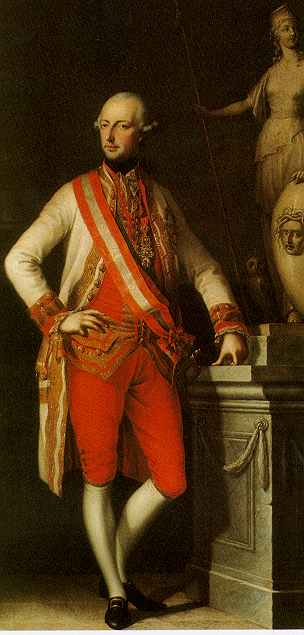
Keizer Jozef II
geboren in 1741

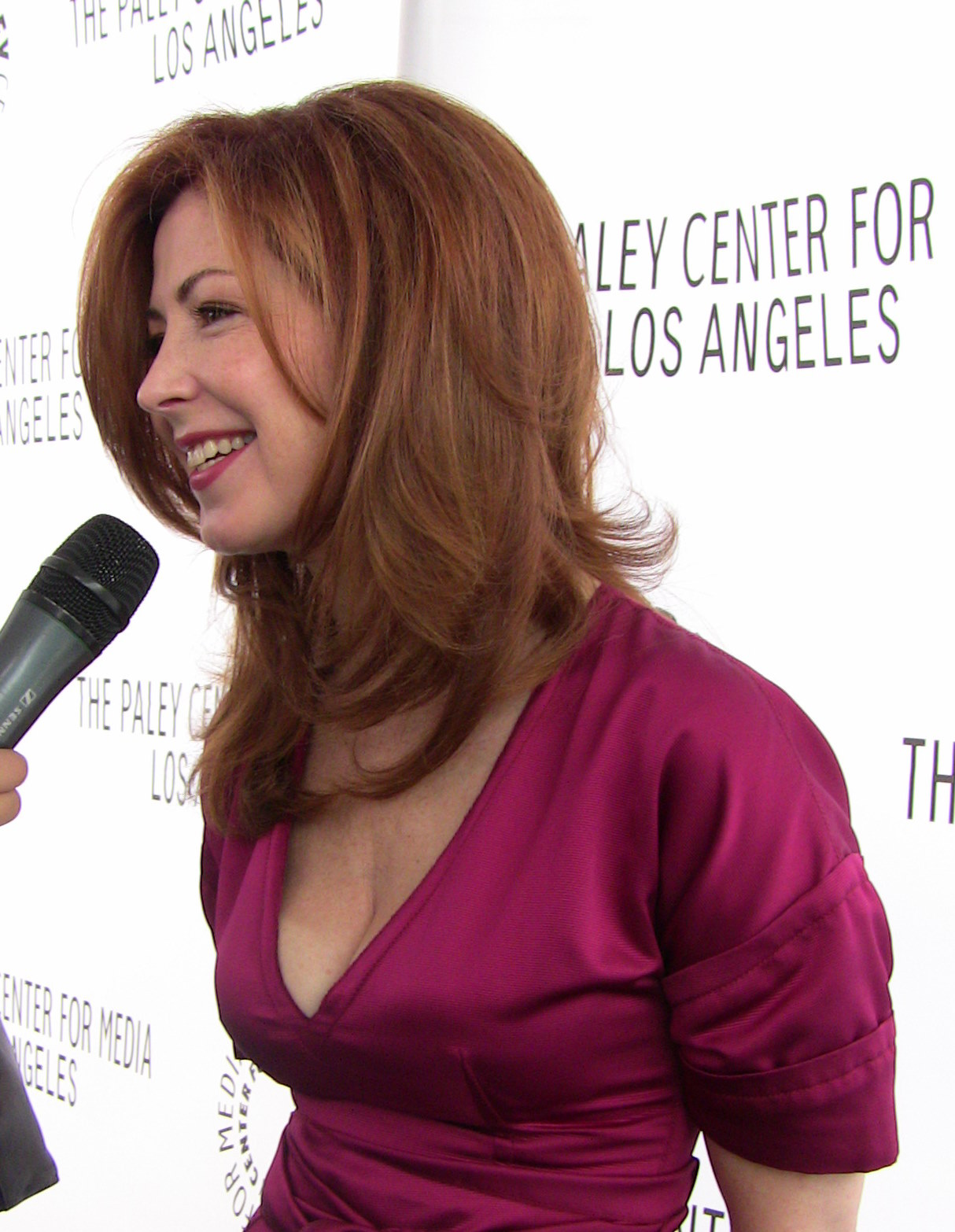
Dana Delany
geboren in 1956

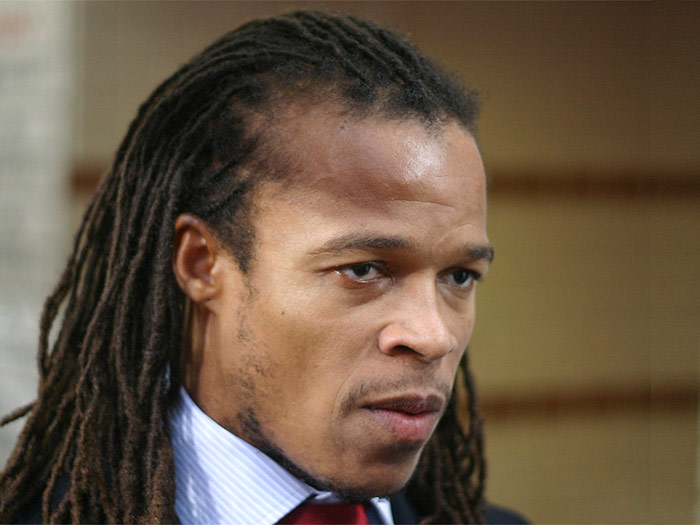
Edgar Davids
geboren in 1973

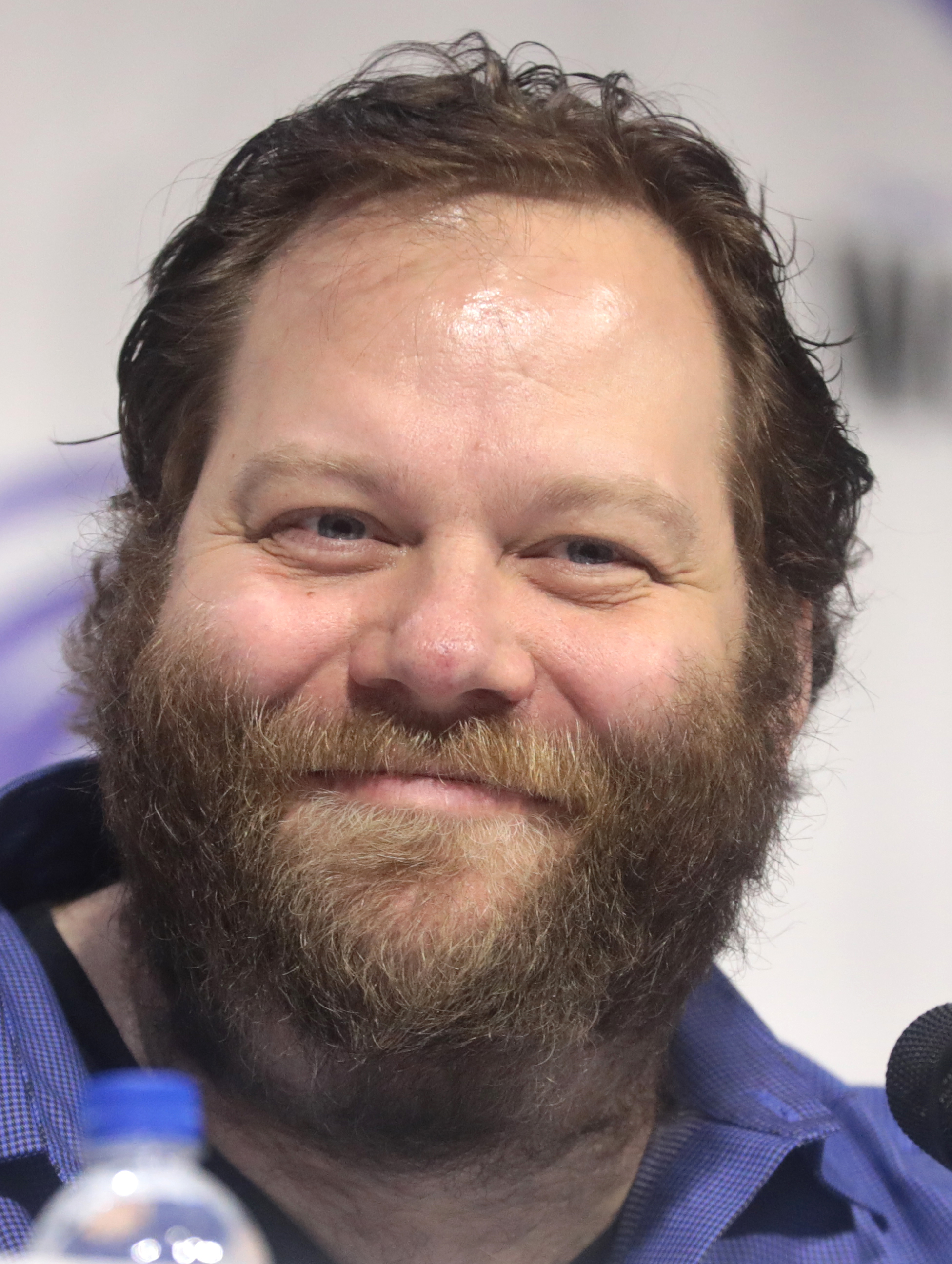
Ólafur Darri Ólafsson
geboren in 1973

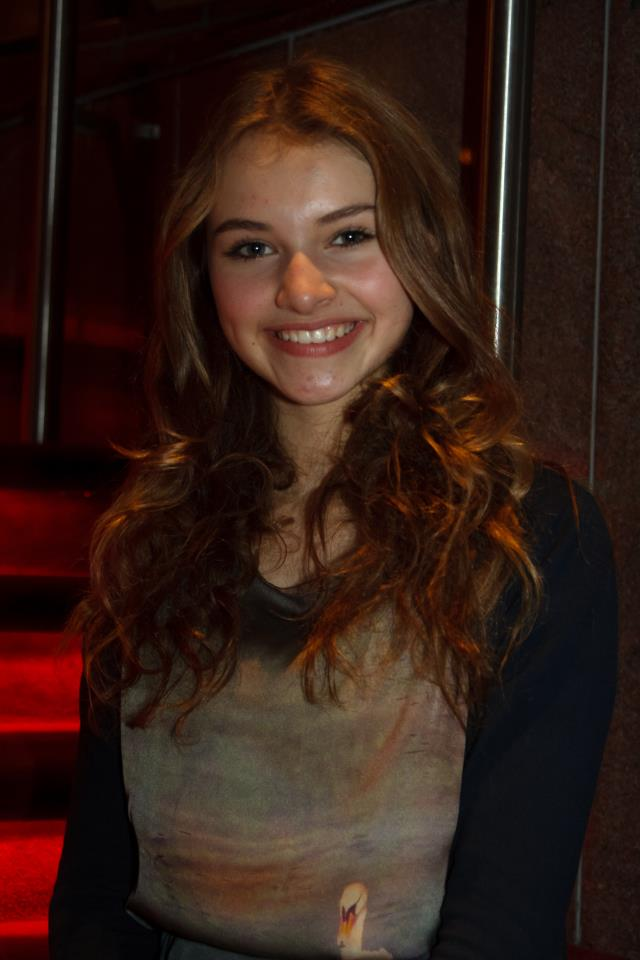
Vajèn van den Bosch
geboren in 1998

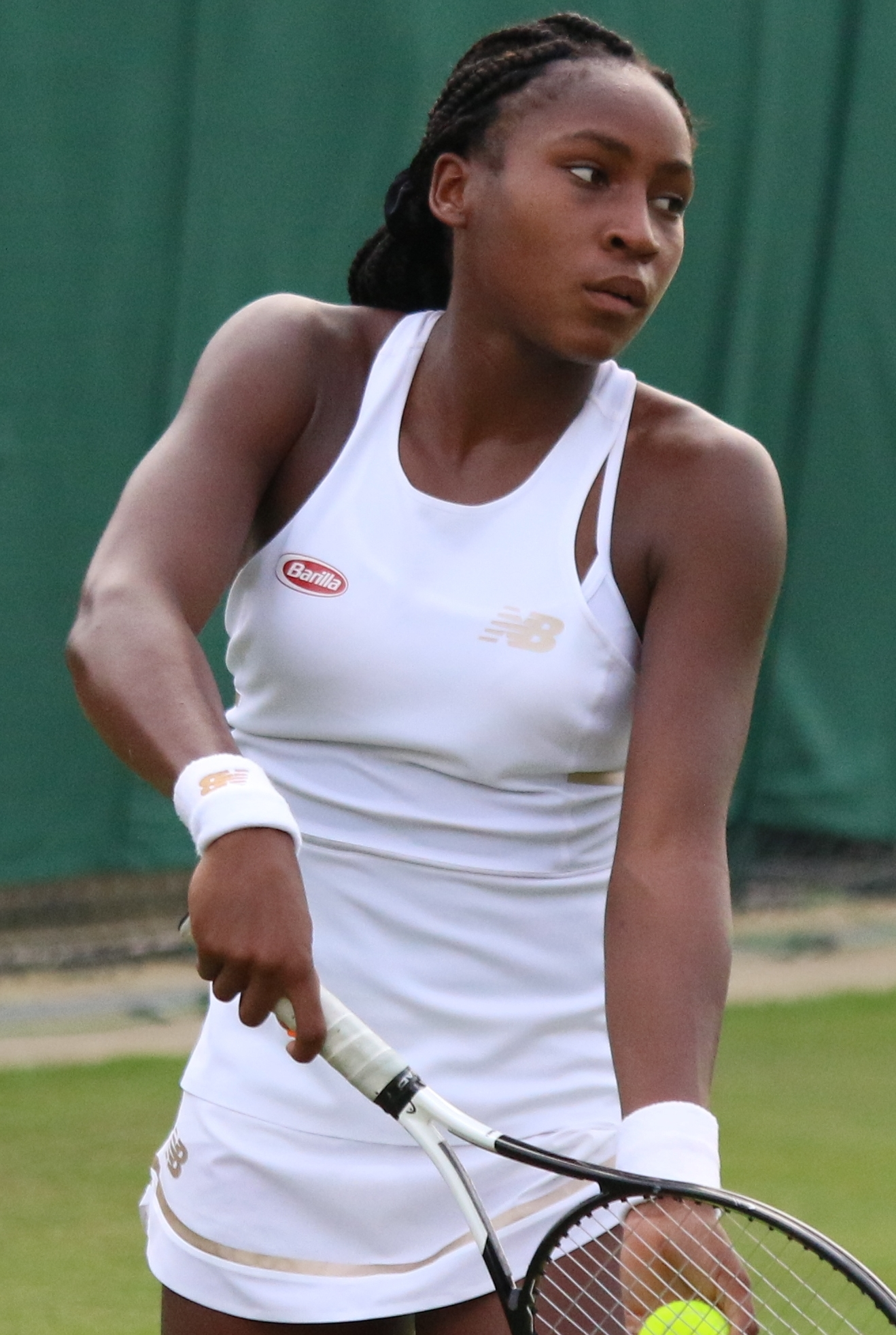
Cori (Coco) Gauff,
geboren in 2004

- 1556 - Dirck van Os, Nederlands ondernemer (overleden 1615)
- 1560 - Willem Lodewijk van Nassau, stadhouder van o.a. Friesland (overleden 1620)
- 1599 - Jan Berchmans, Belgisch heilige en jezuïet (overleden 1621)
- 1615 - Antonio Pignatelli, de latere paus Innocentius XII (overleden 1700)
- 1637 - Susanna Huygens, dochter van Christiaan Huygens (overleden 1725)
- 1683 - John Theophilus Desaguliers, Brits natuurfilosoof (overleden 1744)
- 1733 - Joseph Priestley, Engels scheikundige (overleden 1804)
- 1733 - Johann Zoffany, Duits-Engels kunstschilder (overleden 1810)
- 1741 - Keizer Jozef II van het Heilige Roomse Rijk (overleden 1790)
- 1744 - David Allan, Schots portretschilder en tekenaar (overleden 1796)
- 1781 - Karl Friedrich Schinkel, Duits architect, schilder en tekenaar, decor- en meubelontwerper (overleden 1841)
- 1782 - Orest Kiprenski, Russisch kunstschilder (overleden 1836)
- 1798 - Abigail Fillmore, first lady, echtgenote van Amerikaans president Millard Fillmore (overleden 1853)
- 1812 - Vincent Gildemeester van Tuyll van Serooskerken, Nederlands ondernemer (overleden 1860)
- 1818 - Pierre Louis François Blussé, Nederlands advocaat en politicus (overleden 1908)
- 1823 - Francesco Battaglini, Italiaans kardinaal (overleden 1885)
- 1839 - Tage Reedtz-Thott, Deens politicus (overleden 1927)
- 1849 - Armandus Janssens, Belgisch geneesheer en politicus (overleden 1902)
- 1851 - George Newnes, Brits uitgever, redacteur en parlementslid (overleden 1910)
- 1854 - Ernst Witkamp, Nederlands kunstschilder (overleden 1897)
- 1858 - Maximilien Luce, Frans kunstschilder (overleden 1941)
- 1874 - Ellery Clark, Amerikaans atleet (overleden 1949)
- 1875 - Lizzy Ansingh, Nederlands kunstschilderes (overleden 1959)
- 1881 - Cornelis van Arendonk, Nederlands oriëntalist (overleden 1946)
- 1883 - William Brunton, Canadees acteur (overleden 1965)
- 1883 - Enrico Toselli, Italiaans componist en pianist (overleden 1926)
- 1884 - Hugh Walpole, Brits roman- en scenarioschrijver (overleden 1941)
- 1887 - Abdul Badawi, Egyptisch politicus en rechter (overleden 1965)
- 1888 - Paul Morand, Frans schrijver, dichter en diplomaat (overleden 1976)
- 1889 - J.D. Poll, Nederlands verzetsman en lid van Dienst WIM (overleden 1945)
- 1891 - Maria Pilar van Beieren, prinses (overleden 1987)
- 1892 - Pedro Calomino, Argentijns voetballer (overleden 1950)
- 1892 - Eric Erickson, Zweeds honkballer (overleden 1965)
- 1895 - Luigi Cevenini, Italiaans voetballer en voetbalcoach (overleden 1968)
- 1900 - Salote Tupou III, 3e koningin van Tonga (overleden 1965)
- 1903 - Andries Hartsuiker, Nederlands componist, muziekpedagoog en kunstschilder (overleden 1993)
- 1905 - Bram Groeneweg, Nederlands langeafstandsloper (overleden 1988)
- 1906 - Oscar Nemon, Engels beeldhouwer (overleden 1985)
- 1907 - Jack Holden, Brits atleet (overleden 2004)
- 1908 - Paul Stewart, Amerikaans acteur (overleden 1986)
- 1910 - Franz Olah, Oostenrijks politicus (overleden 2009)
- 1911 - Arthur Fontaine, Belgisch atleet (overleden 2002)
- 1911 - L. Ron Hubbard, Amerikaans schrijver en oprichter van Scientology (overleden 1986)
- 1912 - Charles Schepens, Belgisch arts (overleden 2006)
- 1913 - Piero Chiara, Italiaans schrijver (overleden 1986)
- 1913 - Olga Jordan, Duits schoonspringster (overleden 2000)
- 1913 - Joe Kelly, Iers autocoureur (overleden 1993)
- 1913 - Sergej Michalkov, Russisch kinderboekenschrijver (overleden 2009)
- 1913 - Ward Schroeven, Belgisch atleet (overleden 2001)
- 1915 - Gerrit Kleinveld, Nederlands verzetsstrijder in de Tweede Wereldoorlog (overleden 2006)
- 1916 - Lindy Boggs, Amerikaans politica en ambassadrice (overleden 2013)
- 1916 - Jacque Fresco, Amerikaans industrieel ontwerper, auteur en uitvinder (overleden 2017)
- 1917 - Maria Vlamijnck, Belgisch schrijfster (overleden 1993)
- 1919 - Klazien Rotstein-van den Brink (Klazien uut Zalk), Nederlands kruidenvrouw (overleden 1997)
- 1920 - Frits Butzelaar, Nederlands acteur en televisieregisseur (overleden 2000)
- 1920 - Gijs Stappershoef, Nederlands televisiepionier (overleden 2010)
- 1920 - Leo Pagano, Nederlands radioverslaggever (overleden 1999)
- 1921 - René Adriaenssens, Belgisch wielrenner (overleden 1995)
- 1922 - Richard Brancart, Belgisch atleet (overleden 1990)
- 1922 - Józef Szajna, Pools beeldend kunstenaar en toneelregisseur (overleden 2008)
- 1923 - Dimitrios Ioannidis, Grieks officier (Griekse junta) (overleden 2010)
- 1924 - Ria Joy, Nederlands jazzzangeres (overleden 2001)
- 1925 - Roy Haynes, Amerikaans jazzdrummer (overleden 2024)
- 1925 - John Tate, Amerikaans wiskundige (overleden 2019)
- 1926 - Phillip Martin, Amerikaans indianenleider (overleden 2010)
- 1927 - Lucien Kroll, Belgisch architect (overleden 2022)
- 1928 - Marvin Pifer, Amerikaans autocoureur (overleden 1974)
- 1929 - Joseph Mascolo, Amerikaans acteur (overleden 2016)
- 1929 - James Yannatos, Amerikaans componist, violist, muziekpedagoog en dirigent (overleden 2011)
- 1930 - Günther Uecker, Duits beeldhouwer (overleden 2025)
- 1932 - Jack Tjon Tjin Joe, Surinaams politicus en chirurg (overleden 2002)
- 1933 - Mike Stoller, Amerikaans songwriter
- 1935 - Kofi Awoonor, Ghanees schrijver (overleden 2013)
- 1938 - Erma Franklin, Amerikaans zangeres (overleden 2002)
- 1939 - Ferre Grignard, Belgisch zanger (overleden 1982)
- 1939 - Neil Sedaka, Amerikaans zanger en liedjesschrijver
- 1940 - Candi Staton (Canzetta Maria Staton), Amerikaans zangeres
- 1941 - Mahmoed Darwiesj, Palestijns dichter (overleden 2008)
- 1941 - Jan de Roek, Belgisch dichter en essayist (overleden 1971)
- 1941 - Cees Lute, Nederlands wielrenner (overleden 2022)
- 1942 - Scatman John, Amerikaans musicus (overleden 1999)
- 1942 - Herman Wijffels, Nederlands bankier en topfunctionaris
- 1943 - Mike Fisher, Amerikaans autocoureur
- 1943 - Gianni Motta, Italiaans wielrenner
- 1943 - André Téchiné, Frans scenarioschrijver en filmregisseur
- 1944 - Chris Roberts, Duits schlagerzanger (overleden 2017)
- 1945 - Anatoli Fomenko, Russisch wiskundige
- 1947 - Salomon Kroonenberg, Nederlands schrijver en geoloog
- 1947 - Lyn St. James, Amerikaans autocoureur
- 1949 - Eddy De Mey, Belgisch weerman
- 1949 - Joeri Skobov, Russisch langlaufer (overleden 2024)
- 1949 - Emmy Verhey, Nederlands violiste
- 1950 - William H. Macy, Amerikaans acteur
- 1950 - Anne-Marie Worm-de Moel, Nederlands burgemeester
- 1951 - Izhar Cohen, Israëlisch zanger en theateracteur
- 1951 - Hermine de Graaf, Nederlands schrijfster (overleden 2013)
- 1951 - Bert van der Veer, Nederlands programmamaker en schrijver
- 1952 - Eduard Janota, Tsjechisch minister (overleden 2011)
- 1952 - Wolfgang Rihm, Duits componist
- 1953 - Umberto Panerai, Italiaans waterpolospeler
- 1954 - Rob Hauser, Nederlands saxofonist en componist
- 1954 - Marc Helsen, Belgisch schrijver en journalist
- 1955 - Bruno Conti, Italiaans voetballer en voetbaltrainer
- 1955 - Glenne Headly, Amerikaans actrice (overleden 2017)
- 1956 - Dana Delany, Amerikaans actrice
- 1956 - Phill Nixon, Engels darter (overleden 2013)
- 1957 - John Hoeven, Amerikaans politicus
- 1957 - Marcellino Lucchi, Italiaans motorcoureur
- 1958 - Ján Kocian, Slowaaks voetballer en voetbalcoach
- 1959 - Monika Dumon, Belgisch actrice
- 1960 - Adam Clayton, Iers bassist
- 1960 - Jorge Sampaoli, Argentijns voetbalcoach
- 1961 - Vasili Ignatenko, Wit-Russisch-Oekraïens brandweerman en liquidator bij de kernramp van Tsjernobyl (overleden 1986)
- 1961 - Sebastiano Nela, Italiaans voetballer
- 1961 - Fausto Ricci, Italiaans motorcoureur
- 1962 - Terence Blanchard, Amerikaans jazztrompettist en componist
- 1962 - Hans Bourlon, Belgisch mediafiguur
- 1963 - Aníbal González, Chileens voetballer
- 1963 - Michal Hipp, Slowaaks voetballer en voetbalcoach
- 1965 - Steve Bacic, Joegoslavisch-Canadees acteur
- 1965 - Cees Geel, Nederlands acteur
- 1965 - Frode Granhus, Noors schrijver (overleden 2017)
- 1965 - Cor Pierik, Nederlands politicus
- 1966 - Chico Science, Braziliaans zanger en componist (overleden 1997)
- 1967 - Andrés Escobar, Colombiaans voetballer (overleden 1994)
- 1967 - Bas van den Tillaar, Nederlands politicus
- 1967 - Pieter Vink, Nederlands voetbalscheidsrechter
- 1968 - Raymond Meijs, Nederlands wielrenner
- 1969 - Anja Buysse, Belgisch atlete, duatlete en wielrenster
- 1969 - Nina Jurna, Nederlands journaliste
- 1969 - Thomas von Scheele, Zweeds tafeltennisser
- 1969 - Christian Carlos Warren, Amerikaans producer
- 1970 - Stéphane Goubert, Frans wielrenner
- 1970 - Aleksandr Samokoetjajev, Russisch ruimtevaarder
- 1970 - Tim Story, Amerikaans filmregisseur en -producent
- 1970 - Robert van der Weert, Nederlands voetballer
- 1971 - Carme Chacón, Spaans politica (overleden 2017)
- 1971 - Annabeth Gish, Amerikaans actrice
- 1971 - Allan Nielsen, Deens voetballer
- 1971 - Adina Porter, Amerikaans actrice
- 1972 - Common (Lonnie Rashid Lynn, Jr.), Amerikaans hiphopartiest en acteur
- 1972 - Jeroen Germes, Nederlands golfspeler
- 1972 - Yasunari Hiraoka, Japans voetballer
- 1973 - Edgar Davids, Nederlands voetballer
- 1973 - Jennifer Evenhuis, Nederlands cabaretière en theatermaakster
- 1973 - Eloy de Jong, Nederlands popzanger
- 1973 - Ólafur Darri Ólafsson, IJslands acteur
- 1973 - Tomasz Rząsa, Pools voetballer
- 1974 - Linda Bengtzing, Zweeds popzangeres
- 1974 - Thomas Enqvist, Zweeds tennisser
- 1974 - Judith Sargentini, Nederlands politica
- 1974 - Franziska Schenk, Duits langebaanschaatsster
- 1975 - Stefan Aartsen, Nederlands zwemmer
- 1975 - Claudia de Breij, Nederlands cabaretière en radiopresentatrice
- 1975 - Mark Clattenburg, Engels voetbalscheidsrechter
- 1976 - Jarkko Komula, Fins darter
- 1976 - Danny Masterson, Amerikaans acteur
- 1977 - Jiang Bo, Chinees atlete
- 1978 - Jeroen Meus, Belgisch kok en tv-presentator
- 1978 - Graeme Storm, Engels golfer
- 1979 - Alain Bieri, Zwitsers voetbalscheidsrechter
- 1979 - Merijn van Delft, Nederlands schaker
- 1979 - Jens Filbrich, Duits langlaufer
- 1979 - Arkadiusz Głowacki, Pools voetballer
- 1979 - Fábio Luiz Magalhães, Braziliaans beachvolleyballer
- 1979 - Cédric Van Branteghem, Belgisch atleet
- 1980 - Shirma Rouse, Nederlands-Eustatiaans zangeres
- 1980 - Salvatore Tavano, Italiaans autocoureur
- 1981 - Daphne Koster, Nederlands voetbalster
- 1981 - Stephen Maguire, Schots snookerspeler
- 1981 - April Matson, Amerikaans actrice en zangeres
- 1981 - Grace Momanyi, Keniaans atlete
- 1982 - Denys Kostjoek, Oekraïens wielrenner
- 1982 - Eduardo Saverin, Braziliaans medeoprichter Facebook
- 1983 - Damien Broothaerts, Belgisch atleet
- 1983 - Alex Cano, Colombiaans wielrenner
- 1983 - Kaitlin Sandeno, Amerikaans zwemster
- 1983 - Niklas Tarvajärvi, Fins voetballer
- 1984 - Pieter Custers, Nederlands handboogschutter
- 1984 - Steve Darcis, Belgisch tennisser
- 1984 - Noel Fisher, Canadees acteur
- 1984 - Chanelle Scheepers, Zuid-Afrikaans tennisster
- 1984 - Rieneke Terink, Nederlands zwemster
- 1984 - Marc Zwiebler, Duits badmintonner
- 1985 - Vesna Fabjan, Sloveens langlaufster
- 1985 - Emile Hirsch, Amerikaans acteur
- 1985 - Jekaterina Lobysjeva, Russisch schaatsster
- 1985 - Ninthe, Nederlands zangeres
- 1985 - Simon Walter, Zwitsers atleet
- 1986 - Simon Geschke, Duits wielrenner
- 1986 - Dmitri Groezdev, Kazachs wielrenner
- 1987 - José Luis Abadín, Spaans autocoureur
- 1987 - Marco Andretti, Amerikaans autocoureur
- 1987 - Andreas Beck, Duits voetballer
- 1987 - Patrick Gerritsen, Nederlands voetballer
- 1988 - Erton Fejzullahu, Zweeds voetballer
- 1988 - Furdjel Narsingh, Nederlands voetballer
- 1988 - Endeshaw Negesse, Ethiopisch atleet
- 1988 - Dani Rivas, Spaans motorcoureur (overleden 2015)
- 1988 - Jane Trepp, Estlands zwemster
- 1989 - Holger Badstuber, Duits voetballer
- 1989 - Arnaud Courteille, Frans wielrenner
- 1989 - Peaches Geldof, Engels journalist, televisiepresentator en model (overleden 2014)
- 1989 - Anouska Hellebuyck, Belgisch atlete en bobsleester
- 1989 - Paulo Henrique Carneiro Filho (Paulo Henrique), Braziliaans voetballer
- 1989 - Marko Marin, Duits voetballer
- 1989 - Harry Melling, Engels acteur
- 1989 - Robert Wickens, Canadees autocoureur
- 1990 - Cynthia Beekhuis, Nederlands voetbalster
- 1990 - Andrea Jardi, Spaans alpineskiester
- 1990 - Anne Zagré, Belgisch atlete
- 1991 - François Affolter, Zwitsers voetballer
- 1991 - Hilary Caldwell, Canadees zwemster
- 1991 - Menasheh Idafar, Brits-Bahreins autocoureur
- 1991 - Cristian Herrera, Spaans voetballer
- 1992 - Molly Hannis, Amerikaans zwemster
- 1992 - Irakli Kobalia, Georgisch voetballer
- 1992 - George MacKay, Brits televisie- en filmacteur
- 1992 - Kaya Scodelario, Brits actrice
- 1992 - Fran Sol, Spaans voetballer
- 1993 - Simen Hegstad Krüger, Noors langlaufer
- 1993 - Tones and I (Toni Watson), Australisch singer-songwriter
- 1994 - Gerard Deulofeu, Spaans voetballer
- 1994 - Mimoun Mahi, Nederlands-Marokkaans voetballer
- 1994 - Dave Roelvink, Nederlands dj en model
- 1995 - Michał Rozmys, Pools atleet
- 1995 - Mikaela Shiffrin, Amerikaans alpineskiester
- 1996 - Gabby DeLoof, Amerikaans zwemster
- 1996 - Nathan Allan de Souza, Braziliaans voetballer
- 1997 - Leonel Quintero, Venezolaans wielrenner
- 1997 - Jang Suji, Zuid-Koreaans wielrenster
- 1997 - Zoë Tauran, Nederlands zangeres
- 1998 - Mattias Andersson, Zweeds voetballer
- 1998 - Vajèn van den Bosch, Nederlands zangeres en musicalactrice
- 1998 - Jay-Roy Grot, Nederlands voetballer
- 1998 - Shaoang Liu, Hongaars shorttracker
- 2000 - Rait Ärm, Ests wielrenner
- 2000 - Youri Schoonderwaldt, Nederlands voetballer
- 2001 - James Garner, Engels voetballer
- 2002 - Kleine John, Nederlands rapper en youtuber
- 2004 - Cori (Coco) Gauff, Amerikaans tennisspeelster

## Overleden

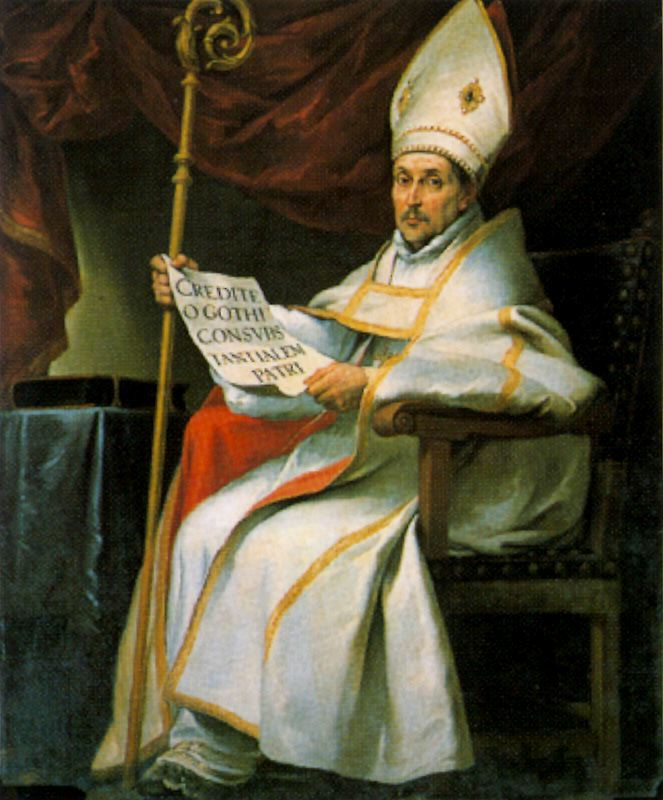
Leander van Sevilla
overleden in c. 600

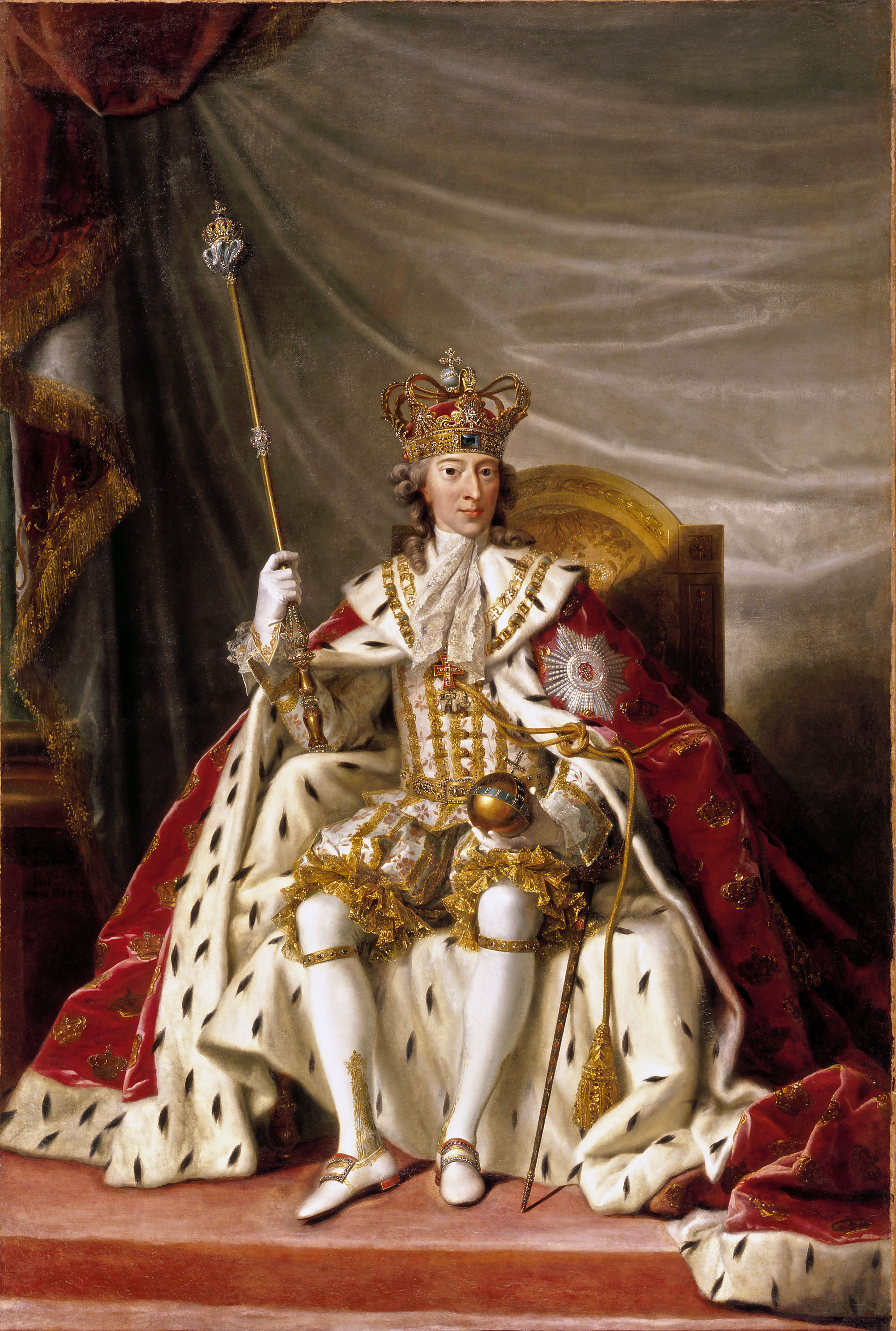
Christiaan VII
overleden in 1808

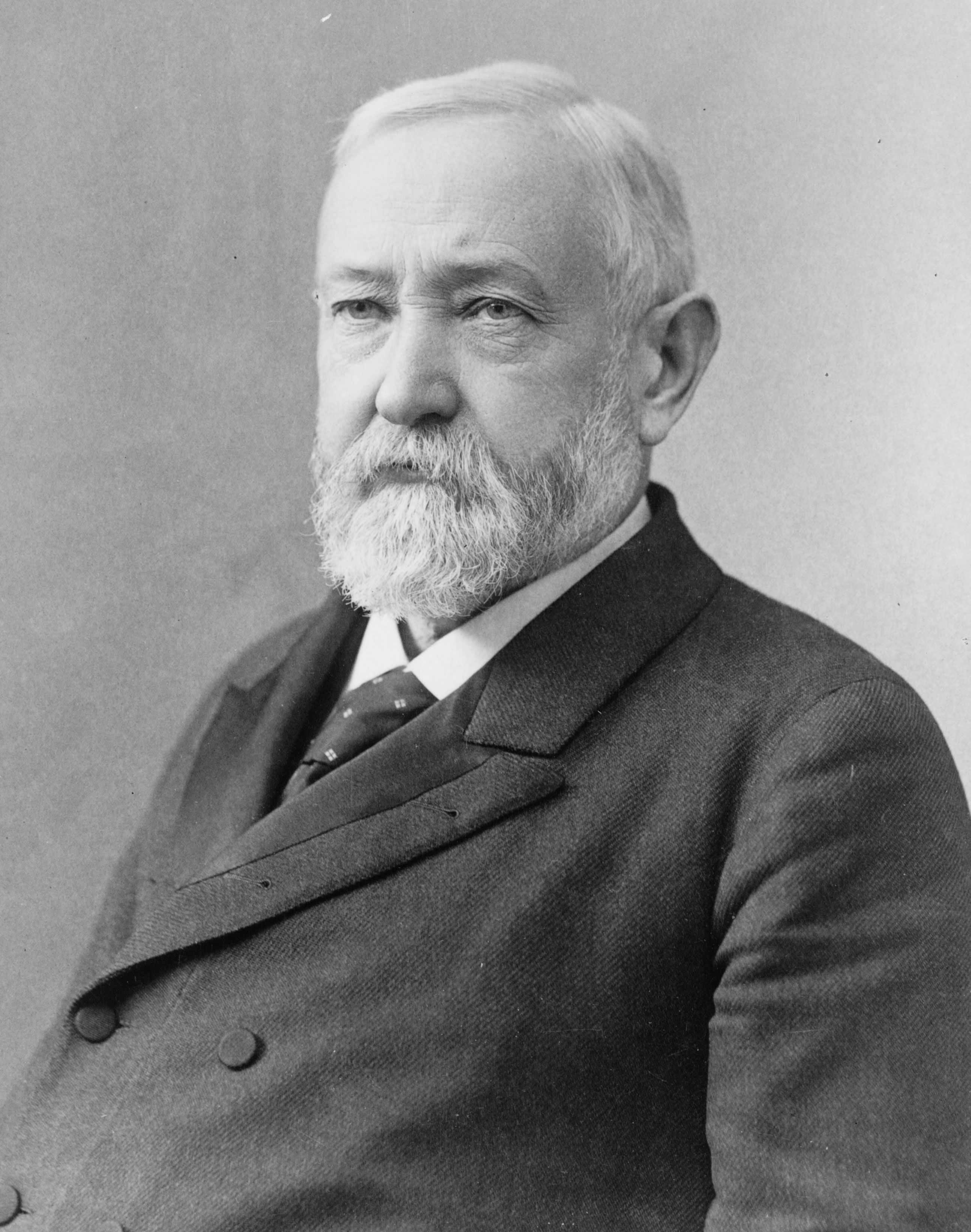
Benjamin Harrison
overleden in 1901

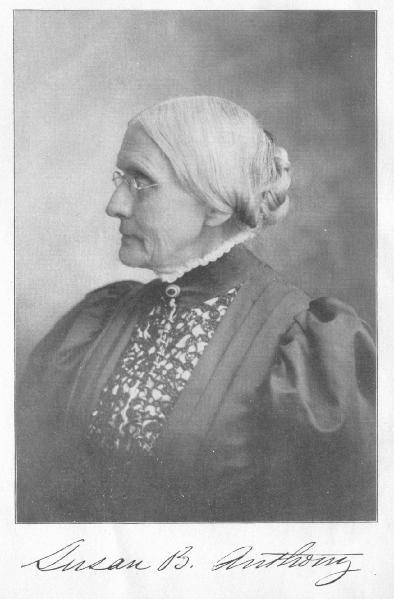
Susan B. Anthony
overleden in 1906

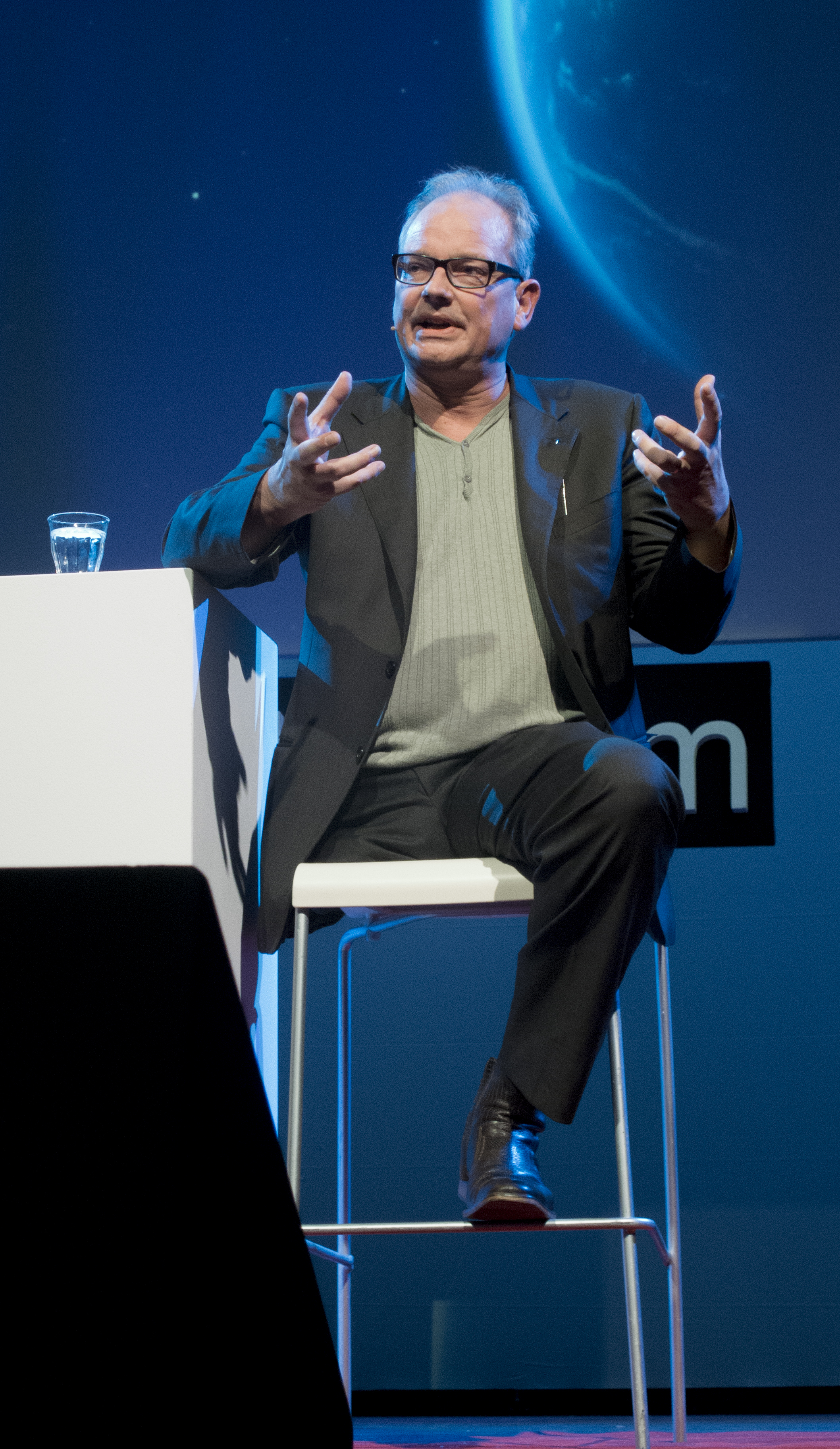
René Gude
overleden in 2015

- 600 - Leander van Sevilla (ca. 66), Spaans aartsbisschop
- 1395 - John Barbour (ca. 75), Schots dichter
- 1628 - John Bull (66), Engels organist en componist
- 1741 - Renier Roidkin (56), schilder uit de Zuidelijke Nederlanden
- 1808 - Christiaan VII (59), Deens koning
- 1856 - Pierre Morel-Danheel (82), lid van het Belgisch Nationaal Congres
- 1876 - Vasili Babkin (62), Russisch militair
- 1879 - Adolf Anderssen (60), Duits schaker
- 1881 - Tsaar Alexander II (62), Russisch tsaar
- 1892 - Lodewijk IV van Hessen-Darmstadt (54), groothertog van Hessen
- 1901 - Benjamin Harrison (67), 23e president van de Verenigde Staten
- 1903 - Nicolaas Beets (88), Nederlands auteur, dichter en predikant
- 1904 - Rudolf Carel d'Ablaing van Giessenburg (77), Nederlands uitgever en publicist
- 1906 - Susan B. Anthony (86), Amerikaans feministe en burgerrechtenactiviste
- 1913 - Félix Hidalgo (58), Filipijns kunstschilder
- 1918 - César Cui (83), Russisch componist
- 1918 - Lucretia Garfield (85), Amerikaans presidentsvrouw
- 1929 - Henry Scott Tuke (71), Engels schilder
- 1938 - Frederick George Jackson (77), Brits poolonderzoeker
- 1939 - Pelagia Mendoza (71), Filipijns beeldhouwster
- 1941 - Jan Wernard van den Bergh (47), Nederlands verzetsstrijder
- 1941 - George den Boon (21), Nederlands verzetsstrijder
- 1941 - Reijer Bastiaan van der Borden (32), Nederlands verzetsstrijder
- 1941 - Nicolaas Arie van der Burg (36), Nederlands verzetsstrijder
- 1941 - Hermanus Coenradi (31), Nederlands verzetsstrijder
- 1941 - Joop Eijl (44), Nederlands verzetsstrijder
- 1941 - Jacob van der Ende (22), Nederlands verzetsstrijder
- 1941 - Albertus Johannes de Haas (37), Nederlands verzetsstrijder
- 1941 - Eduard Hellendoorn (28), Nederlands verzetsstrijder
- 1941 - Bernardus IJzerdraat (49), Nederlands verzetsstrijder
- 1941 - Leendert Keesmaat (30), Nederlands verzetsstrijder
- 1941 - Jan Kijne (46), Nederlands verzetsstrijder
- 1941 - Arij Kop (39), Nederlands verzetsstrijder
- 1941 - Dirk Kouwenhoven (24), Nederlands verzetsstrijder
- 1944 - Nicolas Japikse (71), Nederlands historicus
- 1945 - Jan Willem Berix (37), Nederlands verzetsstrijder
- 1945 - Pietro Fossati (39), Italiaans wielrenner
- 1946 - Abraham Bredius (90), Nederlands museumdirecteur en Rembrandtkenner
- 1950 - Marcel Wyseur (63), Belgisch dichter en schrijver
- 1952 - Giovanni Nasalli Rocca di Corneliano (79), Italiaans kardinaal
- 1952 - Johan Nygaardsvold (62), Noors politicus
- 1953 - Johan Laidoner (69), Estlands opperbevelhebber
- 1954 - Otto Gebühr (76), Duits acteur
- 1959 - Robert Neumaier (73), Duits voetballer
- 1963 - George Nevinson (80), Brits waterpoloër
- 1974 - Frans de Vreng (75), Nederlands baan- en wegwielrenner
- 1975 - Ivo Andrić (82), Kroatisch dichter
- 1976 - Willy Alfredo (77), Nederlands sneldichter
- 1977 - Jan Patočka (69), Tsjechisch filosoof
- 1979 - Gerard Loncke (74), Belgisch wielrenner
- 1983 - Louison Bobet (58), Frans wielrenner
- 1983 - Paul Citroen (86), Nederlands schilder
- 1987 - Bernhard Grzimek (77), Duits zoöloog
- 1988 - Cees Groot (55), Nederlands voetballer
- 1988 - John Holmes (43), Amerikaans pornoster
- 1989 - Jo Mommers (61), Nederlands voetballer
- 1990 - Bruno Bettelheim (86), Oostenrijks psycholoog
- 1990 - Ernst Goldenbaum (91), Duits politicus
- 1990 - Karl Münchinger (74), Duits dirigent
- 1990 - Michael Stewart (83), Brits politicus
- 1991 - Cor Witschge (65), Nederlands acteur
- 1993 - Gene Hartley (77), Amerikaans autocoureur
- 1996 - Krzysztof Kieślowski (54), Pools filmregisseur
- 1996 - Herman & Diana Renz (29), Nederlands circus-echtpaar
- 1998 - Jan Coenraad Kamerbeek (90), Nederlands filoloog
- 1999 - Lucienne Bloch (90), Zwitsers-Amerikaans kunstenaar
- 1999 - Lee Falk (87), Amerikaans schrijver, stripauteur en producer
- 2000 - Cab Kaye (78) jazzmusicus, bandleider, entertainer, drummer, gitarist, pianist, songwriter en zanger
- 2001 - Encarnacion Alzona (105), Filipijns historicus en schrijver
- 2001 - Henry Lee Lucas (64), Amerikaans seriemoordenaar
- 2002 - Hans-Georg Gadamer (102), Duits filosoof
- 2002 - Bayliss Levrett (88), Amerikaans autocoureur
- 2004 - Franz König (98), Oostenrijks kardinaal
- 2006 - Dalisay Aldaba (93), Filipijns operazangeres
- 2006 - Jimmy Johnstone (61), Schots voetballer
- 2006 - Maureen Stapleton (80), Amerikaans actrice
- 2007 - Nicole Stéphane (83), Frans actrice
- 2008 - Tessa Birnie (73), Nieuw-Zeelands pianiste
- 2008 - André Hottenhuis (71), Nederlands Twentse-taal deskundige
- 2009 - Betsy Blair (85), Amerikaans actrice
- 2009 - Anne Brown (96), Amerikaans operazangeres
- 2009 - Andrew Martin (33), Canadees worstelaar
- 2009 - James Purdy (94), Amerikaans schrijver
- 2010 - Ian Axford (77), Nieuw-Zeelands ruimtewetenschapper
- 2010 - Jean Ferrat (79), Frans chansonnier
- 2010 - He Pingping (21), Chinees kleinste man ter wereld
- 2011 - Augustus Owsley Stanley III (76), Amerikaans geluidsman en drugsproducent
- 2012 - Karl Roy (43), Filipijns rockzanger
- 2013 - Władysław Stachurski (67), Pools voetballer en voetbalcoach
- 2013 - Malachi Throne (84), Amerikaans acteur
- 2014 - Kay Werner Nielsen (92), Deens (baan)wielrenner
- 2014 - Henk Weerink (77), Nederlands voetbalscheidsrechter
- 2015 - Daevid Allen (77), Australisch musicus
- 2015 - René Gude (58), Nederlands filosoof
- 2015 - Marcel Henrix (86), Belgisch missionaris, scheutist en taalkundig autoriteit in het Ngbaka
- 2016 - Adrienne Corri (84), Brits actrice
- 2016 - Cees Fasseur (77), Nederlands jurist en historicus
- 2016 - Ben Lesterhuis (71), Nederlands atleet
- 2016 - Hilary Putnam (89), Amerikaans filosoof
- 2017 - René van Dammen (63), Nederlands kijkcijferexpert
- 2017 - Hiroto Muraoka (85), Japans voetbaldoelman
- 2017 - Patrick Nève (67), Belgisch autocoureur
- 2017 - Richard zu Sayn-Wittgenstein-Berleburg (82), Duits edele
- 2018 - Hans De Belder (80), Belgisch senator en diplomaat
- 2020 - Filippos Petsalnikos (69), Grieks politicus
- 2020 - Richenel (62), Nederlands zanger
- 2020 - Dana Zátopková (97), Tsjecho-Slowaaks speerwerpster
- 2021 - Igor Cornelissen (85), Nederlands journalist
- 2021 - Marvin Hagler (66), Amerikaans bokser
- 2021 - Roger Maes (77), Belgisch volleyballer
- 2021 - Michael Stein (70), Duits schlagerzanger
- 2021 - Murray Walker (97), Brits sportcommentator
- 2022 - Erhard Busek (80), Oostenrijks politicus
- 2022 - Vic Elford (86), Brits autocoureur
- 2022 - William Hurt (71), Amerikaans acteur
- 2022 - Gaston Sporre (76), Nederlands sportbestuurder en functionaris
- 2023 - Jim Gordon (77), Amerikaans muzikant
- 2024 - Stefan Abadzjiev (89), Bulgaars voetballer
- 2024 - Pol de Beer (89), Nederlands politicus
- 2024 - Marcello Gandini (85), Italiaans auto-ontwerper
- 2024 - Philippe de Gaulle (102), Frans admiraal en politicus
- 2024 - Joop van Gils (96), Nederlands burgemeester
- 2024 - Sylvain Luc (58), Frans jazzgitarist
- 2024 - Jan Wouter van Reijen (80), Nederlands cameraman en regisseur
- 2024 - Neofit van Bulgarije (Patriarch Neophyte) (78), Bulgaars-orthodoxe prelaat
- 2024 - Aribert Reimann (88), Duits componist, pianist en muziekwetenschapper
- 2024 - István Szilágyi (85), Hongaars Roemeens schrijver
- 2025 - Sofia Goebaidoelina (93), Russisch componiste

## Viering/herdenking
- Rooms-katholieke kalender:
  - Heilige Leander (van Sevilla) († c. 600)
  - Heilige Euphrasia van Constantinopel († 410)
  - Heilige Modesta († c. 304)
  - Heilige Gerald (van Mayo) († 731/2)
  - Heilige Nicefoor († 828)
  - Heiligen Martelaren van Córdoba: Roderick en Salomon († 857)
  - Heilige Ansovinus († 840)

## Weerextremen

### Nederland
| | Officiële records | Officiële records | Officiële records |      | Landelijke records       | Landelijke records | Landelijke records                                                                                               |
| Gebeurtenis | Jaar              | Extreem           | Locatie           | Jaar | Extreem                  | Locatie            | |
| --- | ----------------- | ----------------- | ----------------- | ---- | ------------------------ | ------------------ | --- |
| Laagste etmaalgemiddelde temperatuur (°C) | 1928, 1996        | −1,9              | De Bilt           |      | 2013                     | −4,5               | Maastricht |
| Hoogste etmaalgemiddelde temperatuur (°C) | 2023              | 12,7              | De Bilt           |      | 2023                     | 13,9               | Eindhoven, Gilze-Rijen                                                                                           |
| Laagste minimumtemperatuur (°C) | 1987              | −8,1              | De Bilt           |      | 2013                     | −13,3              | Ell |
| Hoogste minimumtemperatuur (°C) | 1961              | 9,4               | De Bilt           |      | 2024                     | 10,6               | Westdorpe |
| Laagste maximumtemperatuur (°C) | 1928              | 0,0               | De Bilt           |      | 1996                     | −0,4               | Lauwersoog |
| Hoogste maximumtemperatuur (°C) | 1957              | 18,6              | De Bilt           |      | 1957                     | 20,0               | Volkel |
| Hoogste uurgemiddelde windsnelheid (m/s) | 1911              | 15,4              | De Bilt           |      | 2023                     | 22,0               | Vlieland |
| Hoogste windstoot (m/s) | 1992              | 23,7              | De Bilt           |      | 2021 2023                | 30,0               | Vlissingen Berkhout, Lauwersoog                                                                                  |
| Langste zonneschijnduur (uur) | 1993              | 10,9              | De Bilt           |      | 1993 1995 2014 2015 2016 | 10,9               | De Bilt, Herwijnen Rotterdam, Schiphol, Valkenburg ZH Hoek van Holland, Valkenburg ZH Hoek van Holland Eindhoven |
| Langste neerslagduur (uur) | 1947              | 11,3              | De Bilt           |      | 1988                     | 16,7               | Eindhoven |
| Hoogste etmaalsom van de neerslag (mm) | 1911              | 24,1              | De Bilt           |      | 1992                     | 25,4               | Twenthe |
| Laagste etmaalgemiddelde relatieve vochtigheid (%) | 1941              | 46                | De Bilt           |      | 2022                     | 45                 | Nieuw Beerta |
| Laagste uurwaarde luchtdruk op zeeniveau (hPa) | 1951              | 982,8             | De Bilt           |      | 1951                     | 980,3              | Vlissingen |
| Hoogste uurwaarde luchtdruk op zeeniveau (hPa) | 1948              | 1040,0            | De Bilt           |      | 1948                     | 1040,3             | Eelde |
| Officiële records worden altijd gemeten op het KNMI-weerstation in De Bilt. Landelijke records kunnen worden gemeten op elk officieel KNMI-weerstation in Nederland. |                   |                   |                   |      |                          |                    | |

Uitzonderlijke gebeurtenissen
- 1928 - Officieel laagste minimumtemperatuur in °C van het jaar gemeten in De Bilt: −6,0. Samen met 12 maart
- 1951 - Eerste officiële zachte dag van het jaar (maximumtemperatuur ≥ 15 °C in De Bilt)
- 1951 - Eerste landelijke zachte dag van het jaar gemeten in De Bilt, Eelde, Eindhoven, Gilze-Rijen, Maastricht, Twenthe, Valkenburg ZH en Volkel (maximumtemperatuur ≥ 15 °C op een officieel weerstation)
- 1957 - Eerste landelijke warme dag van het jaar gemeten in Volkel (maximumtemperatuur ≥ 20 °C op een officieel weerstation)
- 1965 - Eerste officiële zachte dag van het jaar (maximumtemperatuur ≥ 15 °C in De Bilt)
- 1965 - Eerste landelijke zachte dag van het jaar gemeten in De Bilt, Eindhoven, Gilze-Rijen, Maastricht, Rotterdam, Schiphol, Soesterberg, Valkenburg ZH en Volkel (maximumtemperatuur ≥ 15 °C op een officieel weerstation)
- 1999 - Eerste officiële zachte dag van het jaar (maximumtemperatuur ≥ 15 °C in De Bilt)
- 2023 - Landelijk hoogste etmaalgemiddelde temperatuur in °C van maart dit jaar gemeten in Eindhoven en Gilze-Rijen: 13,9
- 2023 - Officieel hoogste maximumtemperatuur in °C van maart dit jaar gemeten in De Bilt: 16,6
- 2023 - Officieel hoogste uurgemiddelde windsnelheid in m/s van het jaar gemeten in De Bilt: 11,0 (voorlopig)
- 2023 - Officieel hoogste uurgemiddelde windsnelheid in m/s van maart dit jaar gemeten in De Bilt: 11,0
- 2023 - Landelijk hoogste uurgemiddelde windsnelheid in m/s van maart dit jaar gemeten in Vlieland: 22,0
- 2023 - Officieel hoogste windstoot in m/s van het jaar gemeten in De Bilt: 22,0 (voorlopig)
- 2023 - Officieel hoogste windstoot in m/s van maart dit jaar gemeten in De Bilt: 22,0
- 2023 - Landelijk hoogste windstoot in m/s van maart dit jaar gemeten in Berkhout en Lauwersoog: 30,0

### België
Dagrecords
- 1887 - Laagste etmaalgemiddelde temperatuur −3,5 °C
- 2023 - Hoogste etmaalgemiddelde temperatuur 13,6 °C[24]
- 1925 - Laagste minimumtemperatuur −7,5 °C
- 1991 - Hoogste maximumtemperatuur 19,7 °C
- 1911 - Hoogste etmaalsom van de neerslag 20,1 mm

Uitzonderlijke gebeurtenissen
- 1925 - Minimumtemperatuur tot −8,0 °C in Ukkel en −15,0 °C in Thimister.

<< · 1 · 2 · 3 · 4 · 5 · 6 · 7 · 8 · 9 · 10 · 11 · 12 · 13 · 14 · 15 · 16 · 17 · 18 · 19 · 20 · 21 · 22 · 23 · 24 · 25 · 26 · 27 · 28 · 29 · 30 · 31 · >>